# 立花義正
立花 義正（たちばな よしまさ、1909年 - 1985年） は日本の投機家、相場師である。パイオニアを手がけ、自らをパイオニ屋と呼ぶ。「あなたも株のプロになれる」を執筆。

## 著作など
- あなたも株のプロになれる - パンローリング主催のブルベア大賞2007-2008 にて特別賞受賞作品。

## 参考
- トレーダーズショップ ブルベア大賞2007-2008